# ماثيو مارسيدن
ماثيو مارسيدن (بالإنجليزية: Matthew Marsden)‏ هو ممثل بريطاني، ولد في 3 مارس 1973 بويست بروميتش في المملكة المتحدة.

## أعمال

### أفلام
- (2001) سقوط الصقر الأسود[7]
- (2004)  وهانت لالأوركيد الدم
- (2006)  ميت أو حي[8]
- (2007)  الانقراض[9]
- (2008) رامبو 4[10][11][12][13]
- (2009)  ثأر الهاوي[14][15][16][17][18]

### مسلسلات
- إن سي آي إس
- ميامي
- شبح هامس
- كاسل

## وصلات خارجية
- ماثيو مارسيدن على موقع IMDb (الإنجليزية)
- ماثيو مارسيدن على موقع ألو سيني (الفرنسية)
- ماثيو مارسيدن على موقع ميوزك برينز (الإنجليزية)
- ماثيو مارسيدن على موقع أول موفي (الإنجليزية)
- ماثيو مارسيدن على موقع قاعدة بيانات الأفلام السويدية (السويدية)
- ماثيو مارسيدن على موقع ديسكوغز (الإنجليزية)
- ماثيو مارسيدن على موقع قاعدة بيانات الفيلم (الإنجليزية)
- ماثيو مارسيدن على موقع كينوبويسك (الروسية)